# Lembarczek
Lembarczek (917 m) – szczyt w Paśmie Jaworzyny w Beskidzie Sądeckim. Wraz z Gaborówką (719 m) znajduje się na krótkim bocznym grzbiecie odchodzącym na zachód od grzbietu Runek – Pusta Wielka. Zwornik dla tego grzbietu znajduje się pomiędzy Polaną Gwiaździstą a Bacówką nad Wierchomlą. Grzbiet opływany jest przez dwa potoki: po zachodniej stronie jest to Potasznia, zataczająca łuk wokół grzbietu Lembarczek – Gaborówka, zaś po stronie zachodniej krótsza Mała Wierchomlanka. Obydwa potoki łączą się z sobą u południowych podnóży Gaborówki.
Lembarczek jest zalesiony. Dawniej znajdowały się na nim polany, do 1947 użytkowane przez Łemków zamieszkujących dolinę Wierchomlanki i jej dopływów. Po wysiedleniu ich w ramach Akcji Wisła polany te ulegają zarastaniu. Obecnie teren ten należy do miejscowości Wierchomla Mała. Jej zabudowania znajdują się jednakże tylko w dolinie Małej Wierchomlanki, dolina Potaszni jest bezludna. Pod szczytem Lembarczka, na jego północnych stokach znajduje się rezerwat przyrody Lembarczek chroniący naturalny las jodłowo-bukowy, a cała góra wchodzi w skład Popradzkiego Parku Krajobrazowego. Nie prowadzi przez nią żaden szlak turystyki pieszej, ale drogą leśną wschodnimi stokami wyznakowano szlak rowerowy.

## Szlak rowerowy
– z Wierchomli Wielkiej szosą, potem wschodnimi stokami Gaborówki, Lembarczka, obok Bacówki nad Wierchomlą, główną granią Pasma Jaworzyny (Runek – Hala Łabowska) do Maciejowej